# 東郷村 (大阪府)
東郷村（とうごうむら）は、大阪府豊能郡にあった村。現在の能勢町の南東端、国道477号の沿線にあたる。

## 地理
- 山岳 ：妙見山、歌垣山
- 河川：野間川、木野川、真如寺川

## 歴史
- 1889年（明治22年）4月1日 - 町村制の施行により、能勢郡野間中村・地黄村・野間稲地村・野間出野村・野間西山村・野間大原村の区域をもって発足。
- 1896年（明治29年）4月1日 - 所属郡が豊能郡に変更。
- 1959年（昭和34年）5月3日 - 能勢町に編入。同日東郷村廃止。